# АЭС Райнсберг
Атомная электростанция Райнсберг (нем. Kernkraftwerk Rheinsberg) — закрытая атомная электростанция в Германии мощностью 70 МВт. Проект реакторной установки (РУ) соответствует проекту РУ ВВЭР-210 Нововоронеж-1. Была первой коммерческой АЭС из двух АЭС Восточной Германии. После объединения Германии эта атомная электростанция вместе со второй, АЭС Грайфсвальд, была закрыта из-за различий в стандартах безопасности.

## Данные энергоблока
АЭС имеет один энергоблок:
| Энергоблок      | Тип реактора | Нетто- мощность | Брутто- мощность | Начало строительства | Синхронизация с электросетью | Коммерческая эксплуатация | Закрытие   |
| --------------- | ------------ | --------------- | ---------------- | -------------------- | ---------------------------- | ------------------------- | ---------- |
| Райнсберг (KKR) | ВВЭР-70      | 62 MВт          | 70 MВт           | 01.01.1960           | 06.05.1966                   | 11.10.1966                | 01.06.1990 |